# Station d’écologie théorique et expérimentale
La Station d'écologie théorique et expérimentale (SETE) est une station du CNRS située à Moulis (Ariège, France). Elle fait partie du réseau des stations d'écologie expérimentale de l'institut Écologie et environnement. C'est une unité mixte de recherche du CNRS, rattachée à la faculté Sciences et ingénierie de l'université de Toulouse.

## Présentation générale
Les stations d'écologie expérimentale visent à obtenir des connaissances multidisciplinaires sur les interactions entre la dynamique, l'évolution et le fonctionnement des écosystèmes et de la biodiversité. Leur but est de formuler des scénarios pour la conservation et la gestion des ressources naturelles, en lien avec l'évolution des besoins des sociétés.
En 2025, la station emploie dix-huit chercheurs permanents, souvent reconnus sur le plan international, ainsi qu'un nombre équivalent d'ingénieurs de recherche. En comptant les doctorants, postdoctorants et techniciens, elle rassemble près de soixante-dix personnes. Leur travail consiste à analyser les enjeux écologiques actuels, en étudiant divers organismes, des micro-organismes aux vertébrés, sous tous les aspects et à toutes les échelles, de l'individu à l'écosystème. Cet ensemble forme un outil unique,.

## Histoire
Depuis sa fondation en 1948 par Albert Vandel, le laboratoire souterrain de Moulis se concentrait essentiellement sur l'étude de la faune cavernicole, en particulier le protée anguillard, élevé au laboratoire depuis 1952 et qui sert de modèle pour comprendre l'évolution et l'adaptation des espèces. Sous l'impulsionde Jean Clobert, le laboratoire est devenu en 2007, une Station d’écologie expérimentale et depuis 2016 la Station d'Écologie Théorique et Expérimentale (SETE). Aujourd'hui, les chercheurs de la station se penchent sur les stratégies d'adaptation des espèces face au réchauffement climatique. Avec des installations telles que le « métatron, », le « méta-aquatron, » et le laboratoire d'hydro-écologie, le CNRS de Moulis constitue un ensemble de recherche unique au monde, attirant des scientifiques internationaux, dont la plus célèbre est Camille Parmesan, « réfugiée scientifique » américaine. Elle est écologue et membre du GIEC, au sein duquel elle a coordonné, dans le dernier rapport, le chapitre consacré aux effets du réchauffement sur la faune non marine. Elle a dirigé la station pendant 5 ans jusqu'en 2025, à la suite de Michel Loreau.

## Activités de recherche
La station de Moulis, étudie depuis les années 2000 l'impact des changements climatiques sur la petite faune en France. Elle est reconnue mondialement comme une référence dans le domaine de l'écologie théorique et expérimentale. Parmi les espèces étudiées, les lézards vivipares (Zootoca vivipara), ainsi que des escargots, des papillons et des batraciens, sont particulièrement surveillés. Les lézards vivipares, répandus en Europe et en Eurasie, sont considérés comme des indicateurs pertinents des réactions aux changements climatiques.